# Pascal Dolémieux
Pascal Dolémieux est un photographe français né le 15 août 1953.

## Biographie
Il a reçu quelques prix (prix Niepce, prix Moins Trente...), rempli pas mal de pages de journaux et de magazines (Libération, Elle, Le Monde…) ou de campagnes publicitaires (HSBC, IBM, ORANGE …). Il a aussi couvert un certain nombre de murs en exposant ses images et a traversé, et même créé parfois, quelques agences ou regroupements de photographes (Agence Vu, Métis, Rapho), et a également jonglé avec quelques genres photographiques sans jamais s’y attarder exclusivement par crainte du « bégaiement photographique ». Est représenté par La Company et PictureTank. Vit en Corse mais travaille un peu partout.
« Je ne sais plus quel épistémologue a dit que, finalement, le désordre n'est qu'un ordre que l'on n'a pas souhaité. Dans le même ordre d'idées, je dirais que la réalité est potentiellement une fiction, dont on ne sait d'ailleurs pas toujours très bien qui en est l'auteur, et du coup j'ai toujours le plaisir d'avoir l'impression d'inventer une histoire en faisant une photo. »

## Prix, récompenses
- 1981 - bourse de la Fondation nationale de la photographie
- Prix Air France - Ville de Paris
- Moins Trente - Centre national de la photographie (Premier Lauréat)
- 1983 - Prix Niépce

## Collections
- Centre national des arts plastiques
- Musée Carnavalet
- Fondation Cartier pour l'art contemporain
- Musée Nicéphore-Niépce
- Bibliothèque nationale de France
- Fonds national d'art contemporain
- Bibliothèque historique de la ville de Paris
- Fondation HSBC pour la photographie
- Artothèques de : Évry, Denain, Compiègne, La Rochelle.

## Expositions
- 1981
  - Galerie AMC, Mulhouse.
  - Centre d'action culturelle de Montbéliard.
- 1982
  - Espace Canon, Paris.
- 1983
  - Bibliothèque nationale, Paris.
  - Centre culturel de Troyes.
  - Musée Nicéphore-Niépce, Chalon-sur-Saône.
  - "Moins Trente", Centre national de la photographie, Paris; Arles; etc.
- 1985
  - "New Black and White West European Photography, Boston, Houston, Los Angeles, Toronto, etc.
  - Musée d'art contemporain, Grignan.
  - "Des photographes à Libération", R.I.P Arles.
  - "Contemporary French Photographers", Portland's School of Art, USA.
  - "Un jour à Évry", Agora d’Évry.
  - "Centre d'action culturelle" Compiègne.
- 1986
  - "Regards sur l’École", Mois de la photo, Annecy - Albi.
  - "Mode hors Mode", William Klein, Pascal Dolémieux - Musée des beaux-arts, Besançon.
  - "Sidération", Centre de Création Contemporaine. Tours - Liège - Rome.
  - "Prix Air France - Ville de Paris", Musée d'Art moderne, Paris.
  - "Le Cardigan Pression", Galerie agnès b., Mois de la photo, Paris.
  - "Photographes en quête d'auteurs", Ministère de la Culture, Paris, Amiens.
- 1987
  - "Ferrari", Fondation Cartier pour l'art contemporain, Jouy-en-Josas.
- 1988
  - "De Libération à VU", Musée de l'Élysée, Lausanne, Marseille, Angers, Lyon, etc.
- 1989
  - "Le Nu au chiffon blanc", Galerie agnès b., Mois de la photo, Paris.
  - "Télévision" Mois de la photo, Montpellier.
  - "50 Photographes européens" - Club Méditerranée - Grégolimano, Grèce, Fnac Montparnasse, Paris.
- 1990
  - "Mémoire sur Cellophane", CRDC de Rosny-sur-Seine.
  - "Promenade", Fondation Cartier- B.A.M. Opera House, Brooklyn, New York.
  - "20 ans de photographie créative", Leverkusen, Aix-la-Chapelle, Toulouse, Chalon-sur-Saône, Paris.
- 1991
  - "Carnets de Scène", Agora d’Évry.
  - Prix Niépce - 1955.1990 - Musée d'Art contemporain de Dunkerque.
  - "Un Mode Merveilleux", Biennale photographique - Marseille.
  - "Plaisirs", Club Méditerranée - Cargèse, Galerie Adrien Maeght, Paris.
  - "Un couteau dans la photo", Galerie agnès b., Mois de la photo, Paris.
- 1992
  - "9èmes rencontres photographiques", Fresnes[Lequel ?].    
  - "Digressions" R.I.P Arles.    
  - Espace Gérard-Philippe - Jarny.
- 1993
  - "Les Lumières de la ville", La Défense, Paris.
  - "R.M.I", Grande Arche de la Défense, Paris.
  - "1re photo", Galerie du Jour - agnès b. (mois de la photo), Paris.
- 1994
  - "Le Sujet recomposé", Galerie des Instituts français, Berlin.
  - "Icare à Paris", Musée du CNAM, Paris.
  - "La Nuit culturelle", Nancy.
  - "Carnets de route", Centre culturel français, Jérusalem.
  - "L’Esprit Métis", Galerie Le Réverbère 2, Lyon.
- 1995
  - Musée Carnavalet, "Paris, la nuit"
  - "Petit monde illustré", galerie La Passerelle, Théâtre de Gap.
  - "Paris la nuit, les photographes de Métis", Musée Carnavalet, Mois de la photo, Paris.
- 1997
  - “Les Sciences pour l’ingénieur au CNRS, par l’agence Métis”, FNAC Forum, Paris.
  - “METIS, Eleven Contemporary French Photographers”, SF Camerawork, San Francisco - États-Unis.
- 2003
  - “La photographie contemporaine en France, 10 ans d’acquisitions du Fonds national d'art contemporain et du musée national d'Art moderne”, Centre Georges-Pompidou, Paris.
  - “Ados, attention chantier“, Fnac Forum des Halles, Paris.
  - Picto Montparnasse, (collective)
- 2005
  - Douchy-les-Mines…

## Publications
- 1985, 24 heures dans la Ruhr, éditions RV Verlag (coll.).
- 1986, 1 jour à Evry (coll.);  A Day in the life of America, éditions Collins (coll.).
- 1987, 10 photographes pour Compiègne (coll.).
- 1989, 3 jours en France, éditions Nathan (coll.).
- 1990, Plaisirs de photographes, éditions Galerie Maeght (coll.).
- 1992, Icare à Paris, texte de Michel Butor, éditions Hachette.
- 1994, Nic Nac Noc, avec Katy Couprie et Claude Lapointe, éditions Gallimard-le sourire qui mord (coll.).
- 1994, Paris la nuit, les photographes de Métis, éditions Paris - Musées (coll.).
- 1995, Portraits de mots, éditions Alphagram-Bordas (coll.).
- (en + da) Ruth Eaton, Jean Dethier, Thibaut Cuisset, Xavier Lambours, Didier Hubert et Pascal Dolémieux, The Spirit of Copenhagen, Copenhague, Dansk Design Center, 1996, 71 p. (ISBN 8787385821), avec l'Agence Métis.